# Кругло-Семенцы
Кругло-Семенцы — село в Егорьевском районе Алтайского края России. Административный центр Кругло-Семенцовского сельсовета.

## География
Село находится в юго-западной части Алтайского края, в степной зоне, на расстоянии примерно 21 километра (по прямой) к югу от села Новоегорьевское, административного центра района. Абсолютная высота — 254 метра над уровнем моря.

Климат умеренный, континентальный. Средняя температура января составляет −12,5 °C, июля — +18,6 °C. Годовое количество осадков составляет 362 мм.

## История
Село было основано в 1922 году. В 1928 году в Круглов-Семенцове функционировала школа, имелось 110 хозяйств. В административном отношении Круглов-Семенцово являлось центром сельсовета Рубцовского района Рубцовского округа Сибирского края. В 1931 г. состояло из 140 хозяйств, центр сельсовета Рубцовского района.

## Население
| 1926 | 1931 | 1997 | 1998 | 1999 | 2000 | 2001 |
| ---- | ---- | ---- | ---- | ---- | ---- | ---- |
| 675  | ↗704 | ↘469 | ↘445 | ↗460 | ↘455 | ↘444 |
| 2002 | 2003 | 2004 | 2005 | 2006 | 2007 | 2008 |
| ↘431 | ↗437 | ↘431 | ↘403 | ↘381 | ↘367 | ↗375 |
| 2009 | 2010 | 2011 | 2012 | 2013 |      |      |
| ↘360 | ↗387 | ↘384 | ↘366 | ↗368 |      |      |

Согласно результатам переписи 2002 года, в национальной структуре населения русские составляли 93 %.

### Известные жители
- Кашлаков, Павел Фёдорович (1935—2009) — актёр.

## Инфраструктура
В селе функционируют начальная общеобразовательная школа, фельдшерско-акушерский пункт, культурно-досуговый центр и отделение Почты России.

## Улицы
Уличная сеть села состоит из 3 улиц и 2 переулков.
Центральная,Мира,Молодёжная, п-р Школьный